# Leones (Herrera)
Leones è un comune (corregimiento) della Repubblica di Panama situato nel distretto di Las Minas, provincia di Herrera. Si estende su una superficie di 72,3 km² e conta una popolazione di 852 abitanti (censimento 2010).